# 玫瑰人生 (電視劇)
《玫瑰人生》，是1987年台灣電視公司（台視）八點檔連續劇，製作人鄧育昆，主要演員有徐淑媛、顧冠忠、席曼寧、白彪等。本劇主要劇情在台視中和攝影棚拍攝，是顧冠忠在台灣的成名作品。
本劇為鄧育昆離開中華電視台後至台視的首部連續劇，但因選角不當，劇本無法得以充分發揮，叫好不叫座，使他大受打擊。台視國際台與台視綜合台曾經重播本劇。2018年12月26日，YouTube「台視官方頻道」開始發布本劇台視國際台重播版。

## 劇情描述
1925年北洋政府時期的北平市，中國情報員王明軒以重金利誘玫瑰與毛豆，去日本駐天津領事館偷取裝有機密文件的公文包。玫瑰扮成交際花，混進日本領事館舉辦的舞會。日軍憲兵隊調查課少佐課長佐藤英夫在舞會中遇上了玫瑰，玫瑰在偷取領事館內珠寶時被英夫逮捕，二人就此譜出戀曲。但日本人與中國人的結合終究不被祝福，甚至遭到許多阻礙，宮本寧子更是多次從中作梗。英夫與玫瑰最終無法結成連理，但造就了一段淒美的愛情故事。

## 演員表
| 演員   | 角色     | 設定資料 |
| 徐淑媛 | 玫瑰     | 中國人，自幼貧困且無父母，在被判死刑前才被證實是隆親王的私生女(背部有一朵玫瑰花胎記為證)。但玫瑰打死不認隆親王為父親，因此終究難逃死刑命運。 玫瑰與毛豆原以偷竊維生，從不失手，因此被大鬍子以一千大洋為報酬，到日本駐天津領事館偷取裝有機密文件的公事包；但玫瑰臨時起意偷取平野公使房內的珠寶，因而被佐藤英夫逮捕，被帶到憲兵隊受刑。後來英夫欲「放長線釣大魚」抓大鬍子，才放走玫瑰。 玫瑰後來救過英夫二次，進而和英夫相戀。玫瑰和英夫的相戀受到重重的阻礙，玫瑰在決定割捨自己的兒女私情後，經由王明軒安排，離開北平，到南京市接受情報員訓練，為國民革命軍北伐貢獻自己的力量，目標是統一全中國。經過三個星期的情報員訓練，玫瑰以第一名的成績結業，並回北平開了「玫瑰餐廳」，與已和宮本寧子有口頭婚約的英夫繼續藕斷絲連。但此時的玫瑰已不同於往，心中利用英夫的成份已多於愛英夫的成份，王明軒也多次告誡玫瑰要公私分明。偽滿洲國成立後，在王明軒的指示下，玫瑰接近好色的隆親王，到中國東北從事破壞偽滿洲國的工作。後來王明軒被土肥捕獲，玫瑰再次要求英夫放人，並說若不放人就是不愛她；已對玫瑰失去抵抗能力的英夫當然還是放人了，並與玫瑰雙雙被捕，被土肥判了死刑。 |
| 顧冠忠 | 佐藤英夫 | 日軍憲兵隊調查課少佐課長，是中國父親與日本母親的混血兒，但30年下來一直不為人知。當年佐藤夫人在父親帝國議會議員佐藤榮二的反對下離開胡之偉，偷偷懷著英夫再嫁，不久後夫婿即死亡。佐藤夫人來到中國密會胡之偉後，此秘密才被大鬍子揭發。 英夫與大鬍子在深夜的街頭槍戰，英夫中彈倒在玫瑰的住所前。玫瑰本欲拿英夫的槍射死他，以報在憲兵隊受盡酷刑之仇；但玫瑰終究不忍心，於是把英夫扶進臥室，同時阻止同住的毛豆以菜刀砍死他。英夫康復後，被土肥譏諷連續失敗、不知羞恥，英夫在即將切腹自殺之際被推門而入的玫瑰阻止。兩次救命之恩，令英夫對玫瑰萌生好感。 英夫在軍火被劫案中與大鬍子槍戰中彈住院，愛慕英夫的宮本寧子不讓玫瑰照顧他；英夫得知此事，說：「我永遠不會喜歡一個厲害的女人。」 後來英夫家裡的日軍情報密電碼本被玫瑰所竊，英夫與玫瑰雙雙被土肥逮捕。寧子救出英夫，要求英夫誠心誠意地接受她的督導；寧子並認為玫瑰日後可能有用，要玫瑰記住自己欠她一條命。 與胡之偉相認後，英夫決定勇敢面對自己在中國人與日本人這兩種身分之間的認同矛盾，依舊從母姓佐藤，仍稱胡之偉為「老伯」。英夫對佐藤夫人說，他是母親懷胎生下的，所以他當然是日本人；但是他體內流著父親的血，他自然能以身為中國人為榮；若在中國人與日本人這兩種身分認同之間出現矛盾，他將以公理正義為依歸。但實際上，英夫已完全忘記自己日軍軍官的身分，多次羞辱深愛她的寧子，並在與寧子有口頭婚約之後，仍夜夜流連玫瑰餐廳，與玫瑰徹夜喝酒，認為自己是大時代的悲劇英雄。 |
| 席曼寧 | 宮本寧子 | 日本人，東京帝國大學校花。對外是日本駐華公使館一等秘書，但實際上受陸軍大臣(陸相)委任督導全面對華工作，外表冷豔但內心渴望愛情。當年在宮本家的一場家宴上14歲的寧子已愛上了19歲的英夫，而當時英夫並不認識她。寧子到北平督導對華工作時，30歲的英夫及25歲的寧子才以長官及下屬的方式正式認識。 寧子上任的第一件工作是偵辦日軍通信密電碼被竊導致日軍情報工作站被炸一案，她從土肥手中救出因洩漏機密被判死刑的英夫與玫瑰(英夫放在家裡的密碼本被玫瑰偷走)，條件是英夫誠心誠意接受她的督導；至於玫瑰則欠寧子一條命。後來寧子以此事要求玫瑰永遠離開英夫、離開北平，但玫瑰多次背棄承諾，不僅到醫院探視被大鬍子打傷的英夫；在短暫離開北平到南京之後，返回北平開了玫瑰餐廳，與英夫藕斷絲連。 為了得到英夫的愛情，寧子多次容忍英夫的失敗與無禮，不僅工作上多次與袒護中國人的英夫妥協，私下更遭受英夫的惡言相向。在得知英夫不喜歡厲害女人之後，寧子也努力學習作一個不厲害的女人。寧子在玫瑰餐廳裡曾當著玫瑰的面被酒醉的英夫狠甩巴掌，寧子將此視為畢生的奇恥大辱。在英夫私自縱放糊塗後，寧子還向上級自請處分以保護英夫。但這一切的努力甚至換不到英夫的一句好話或一句「謝謝」，因為英夫對寧子沒感覺，而且寧子曾對英夫深愛的玫瑰態度不佳、不讓玫瑰探視受傷的英夫。 為了拆散英夫與玫瑰，多次失敗的寧子與佐藤夫人最後決定，請岡田司令與寧子向陸相聯名保薦英夫，將英夫調任東北關東軍憲兵隊中佐隊長，如此才能遠離在北平的玫瑰。但英夫不曾擔任副隊長，以課長的身份直升隊長是三級跳。妒忌的土肥將此事告訴英夫。因在軍人眼裡靠女人升官是莫大的恥辱，英夫欲切腹自殺，寧子在傷心絕望之際決定撤銷她與英夫的婚約，英夫才作罷。在看透了不管多少的努力與付出終究是徒勞的宿命後，寧子離開英夫、離開日軍，在北平的教堂當了修女。 |
| 白彪   | 王明軒   | 中國人，中國情報員，「日丸株式會社」中方負責人。他從事情報員工作時戴墨鏡、黏滿臉頰的鬍鬚，人稱「大鬍子」。他扮成大鬍子，以一千大洋利誘玫瑰與毛豆去日本駐天津領事館偷取裝有機密文件的公文包；此事件之後，他對玫瑰和毛豆分別有「蒙塵的明珠」、「血性漢子」的評價。在後續的發展中，王明軒欲將玫瑰培養為自己的助手，對於毛豆則認為自己看走眼。 土肥懷疑王明軒洩漏運送軍火的情報，將王明軒押到特務機關部審問，但被「疑人不用、用人不疑」的寧子以電話命令釋放他。 在英夫與胡之偉相認時，他在英夫面前摘掉墨鏡、撕掉鬍鬚，承認自己就是大鬍子，令英夫大驚。 他極度不滿日本侵略中國，但在英夫陷於身分認同矛盾時接受英夫的邀宴，成功開導英夫。對於英夫的倒戈，王明軒有極大的影響。王明軒並提醒英夫，不可在中日關係緊張時洩漏自己的中國人血統，以免殺身之禍。 |
| 夏台鳳 | 王明潔   | 中國人，王明軒的姐姐，無時無刻都想著與兒子見面。但因患有精神病被王明軒隔離，所以一直無法和自己的兒子見面。 |
| 顏鳳嬌 | 百合     | 日本人，岡田司令的女兒。在英夫與玫瑰相戀前，一直深深愛著英夫。英夫不斷犯錯、連續失敗，百合數次代英夫向父親求情。百合後來因故回到日本。 |
| 夏靖庭 | 毛豆     | 中國人，自幼貧困且無父母，與玫瑰相依為命、情同姊弟，以偷竊為生。英夫在深夜的街頭槍戰中彈倒在玫瑰的住所外，被玫瑰扶進房間，與玫瑰同住的他持菜刀欲砍死英夫，但被玫瑰阻止。毛豆為了玫瑰被羅家寶包養而與玫瑰發生多次爭執，但玫瑰離開羅家寶後又與英夫搭上線，毛豆因此憤而離開玫瑰。 離開玫瑰的毛豆在牛二爺的酒館當伙計。在得知玫瑰因密電碼失竊案被土肥逮捕後，毛豆透過一名內線翻譯官得知囚車開往日本駐華公使館的時間路線，決定帶一夥兄弟去劫囚車，結果沒救到人（在土肥的安排下，他們所救的是沒人的囚車），自己也中彈受傷。 為了能掌握英夫的把柄，他在王明軒(大鬍子)指示下綁架陸次長，逼問出英夫的親生父親是胡之偉。 |
| 松照   | 土肥     | 日本人，日軍軍官，在公事上是英夫的勁敵。在英夫被調離調查課課長的職務後，土肥曾短暫接任此位，但後來因為懷疑剛到任的寧子身份，而被寧子調離此位。土肥一直懷疑王明軒「有鬼」，對於寧子處處袒護王明軒十分不滿；也不滿寧子在軍火被劫案中為英夫辯護。雖然土肥一向與英夫作對，但英夫仍在寧子面前說：「土肥雖然處處與我作對，但從不說謊，這是他正直之處。」 在寧子在謀殺張公毅案中，土肥受寧子之命毒死張公毅。 在最後一集，玫瑰與英夫被土肥以機關槍掃射致死，土肥則被隨後趕到的王明軒射殺身亡。 |
| 李曉   | 荒木     | 日本人，英夫的下屬。眼看英夫深陷玫瑰的情網，但不僅不便多言，實也無能為力。 |
| 繼孔   | 羅家寶   | 中國人，羅魁帥的兒子。毛豆被崔四打成重傷後，他經王明軒介紹認識玫瑰，答應私下調用父親的私人飛機從上海載德國醫生來為垂死的毛豆治療(當時中國外科手術並不發達，中國醫師無人能治，僅有該德國醫師有能力醫治，且24小時內必須實行手術)，但條件是玫瑰做他的女朋友。 毛豆脫離險境後，羅家寶購置一屋金屋藏嬌，在玫瑰的要求下讓毛豆也同住養病。玫瑰對於毛豆何時搬出之事一再拖延，對羅家寶的態度也一直十分冷淡，更藉口毛豆尚未康復而不履行對羅家寶的承諾；羅家寶深感被騙，一夜酒醉後欲侵犯玫瑰，被毛豆打了一拳，狼狽離去。後來羅魁帥得知玫瑰冒充東京帝國大學校花之後，強迫羅家寶離開玫瑰，收回金屋藏嬌的房屋。 |
| 高明   | 牛二爺   | 中國人。牛月鈴之父，開設酒館和賭場，在大柵欄當地十分具有影響力。 |
|        | 糊塗     | 中國人。為一失意的讀書人，在大柵欄賣字畫維生。在毛豆離開玫瑰無處可去時收留毛豆，讓毛豆與其同住一破廟。毛豆獲得牛二爺重用後，糊塗也跟著獲得了牛二爺酒館的帳房先生一職。但糊塗生性軟弱，在被日本人抓走後，供出牛二爺參與劫囚車一事，造成牛二爺、鐵柱、大虎等人被補。王明軒數次要求毛豆殺了糊塗，但毛豆始終狠不下心。 |
| 崔福生 | 岡田     | 日本人，日軍司令。 |
| 王孫   | 隆親王   | 中國人，偽滿洲國親王，個性好色。玫瑰為破壞偽滿洲國而刻意接近隆親王，也因此和隆親王發生關係。後來隆親王發現玫瑰是他的私生女，決定不再染指玫瑰，並為玫瑰提供情報。 |
| 凡偉   | 羅魁帥   | 中國人，北洋軍閥。在發現玫瑰假冒東京帝國大學校花後，強逼羅家寶離開玫瑰。 |
| 范守義 | 張公毅   | 中國人，報社總編輯。由於報社經常報導不利於日本人的消息，寧子決定謀殺他，此事交給英夫與土肥辦理。最後被土肥派人毒死。 |
| 嚴仲   | 陸次長   | 中國人，北洋政府財政部次長，佐藤夫人的朋友。他受佐藤夫人委託，找到英夫的親生父親，並收玫瑰為義女。 |
| 張英頎 | 平野公使 | 日本人，日本駐天津領事館公使。 |
| 劉海燕 | 張妻     | 張公毅之妻。 |
| 李長安 | 田中     | 日本人。 |
| 王駿   | 馬副官   | 中國人。 |
| 鄧天星 | 小       | |
| 田豐   | 胡之偉   | 中國人，英夫的親生父親。寧子拜託岡田司令向陸軍大臣保薦英夫以後，胡之偉為了英夫的前程，也為了避開探究英夫身世的人，離開北京。 |
| 董德齡 | 佐藤夫人 | 日本人，英夫的母親，其家族與宮本家是世交。寧子拜託岡田司令向陸軍大臣保薦英夫以後，佐藤夫人見一切已成定局，放心返回日本。 |
| 張富美 | 羅家珮   | 中國人，羅魁帥的女兒，羅家寶的妹妹。她曾留學日本，是寧子在東京帝國大學的同學。她從日本留學歸來，邀請英夫參加宴會。 |
| 劉美玲 | 牛月玲   | 中國人，牛二爺的女兒，毛豆的女友。 |
| 鮑曉雲 | 小娟     | 中國人，玫瑰擔任情報員時的助手。 |
|        | 鐵柱     | 中國人，毛豆的手下。 |
|        | 江川     | 日本人，土肥的助手。 |
| 小英哥 | 崔四     | 中國人，曾把毛豆打成重傷。 |

## 工作人員
各集片頭共通工作人員表
- 製作：銓美國際公司電視部
- 監製：鍾田明
- 製作人：鄧育昆
- 編劇：鄧育昆
- 策劃：許家石
- 導演：李小明、鄧育慶
- 執行製作：劉淞山、郝孝祖

第38集片頭工作人員表
- 製作助理：廖漢隆、高順平、孫鐶、劉立賢、陳家虹
- 服裝設計：孔權開、鈴鹿、李麗玲
- 陳設：李文龍
- 道具：姚慶國
- 梳粧：布海
- 服裝：劉阿蜜
- 場記：董丹旭
- 外景視訊：林朝良、陳啟仁
- 外景攝影：文安華
- 副導演：王駿
- 剪輯：卜人
- 音效：風格錄音間
- 美術指導：姚銀生、朱克難
- 燈光：呂金獅
- 成音：呂懷貞
- 攝影：王金富、陳三雄、王燕冲、王燕偉
- 技術指導：黃熙
- 導播：史邊城、萬次龍

## 歌曲
片頭曲：〈玫瑰人生〉
作曲：張弘毅；作詞：慎芝；主唱：許景淳；製作：全美唱片；發行：點將唱片
片尾曲：〈睡吧！我的愛〉
作曲、作詞、主唱：許景淳

## 協助拍攝
- 台北市松山菸廠
- 溪頭森林遊樂區管理處
- 大台北華城
- 鈴鹿服裝
- 寧為女人服裝
- 李明德國藥堂

## 外部連結
- YouTube台視官方頻道《玫瑰人生》